# GSAT-4
O GSAT-4, (também conhecido como HealthSat), foi um satélite de comunicação geoestacionário indiano da série GSAT que foi construído pela ISRO Satellite Centre em parceria com a Space Applications Centre, ele era para ter sido colocado na posição orbital de 82 graus de longitude leste. O satélite foi baseado na plataforma I-2K (I-2000) Bus e sua expectativa de vida útil era de 7 anos.

## História
O satélite de comunicação experimental lançado em abril de 2010 pela Organização Indiana de Pesquisa Espacial no voo inaugural do foguete Geosynchronous Satellite Launch Vehicle Mk.II. Ele não conseguiu atingir a órbita após o terceiro estágio do foguete falhar.

## Lançamento
O satélite foi lançado ao espaço no dia em 15 de abril de 2010, às 10:57 UTC, por meio de um veículo GSLV Mk.Il a partir do Centro Espacial de Satish Dhawan. Ele tinha uma massa de lançamento de 2180 kg.